# Eierkratzen

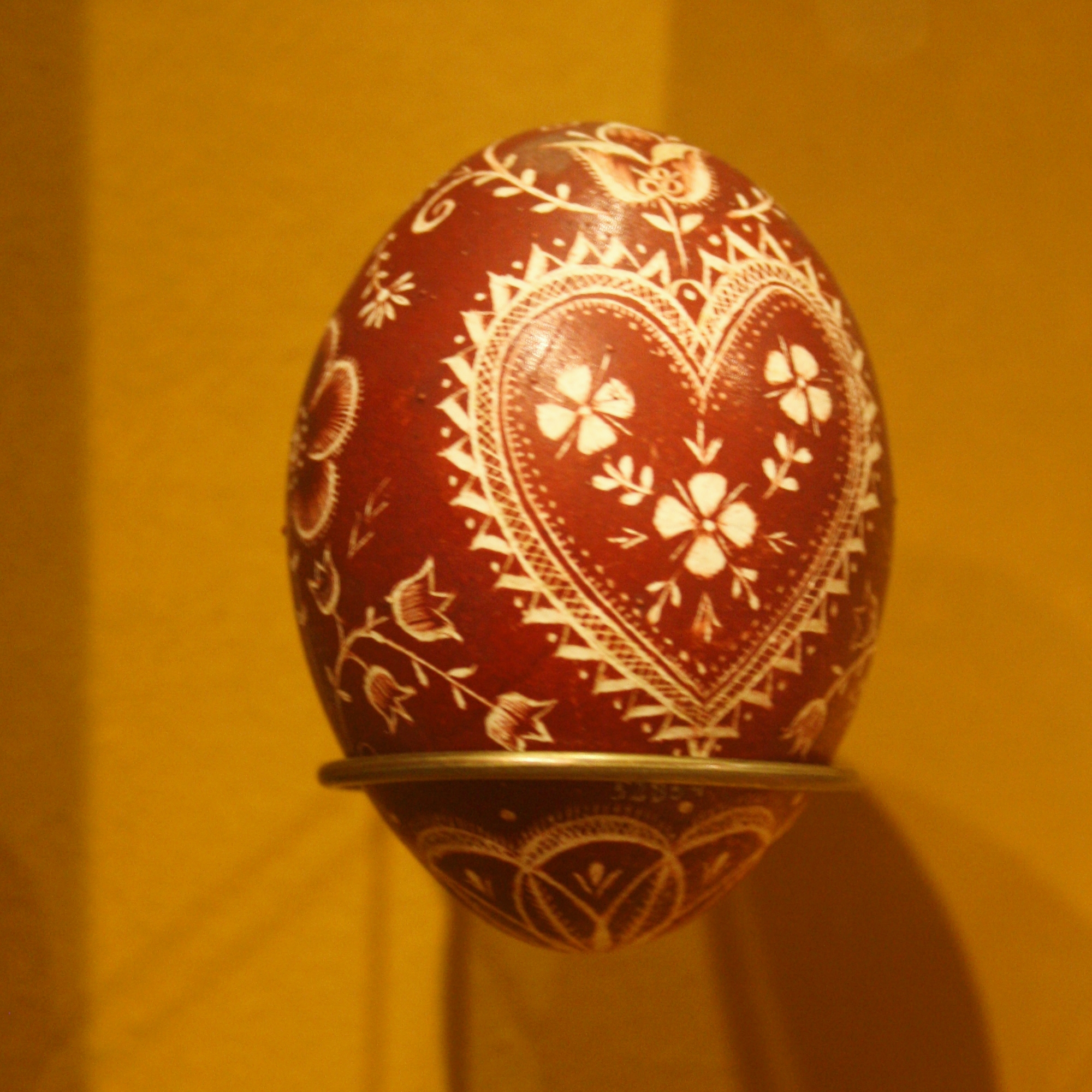
Durch Ritztechnik mit Herz- und Floralmotiven verziertes Osterei aus Tschechien (Böhmen).

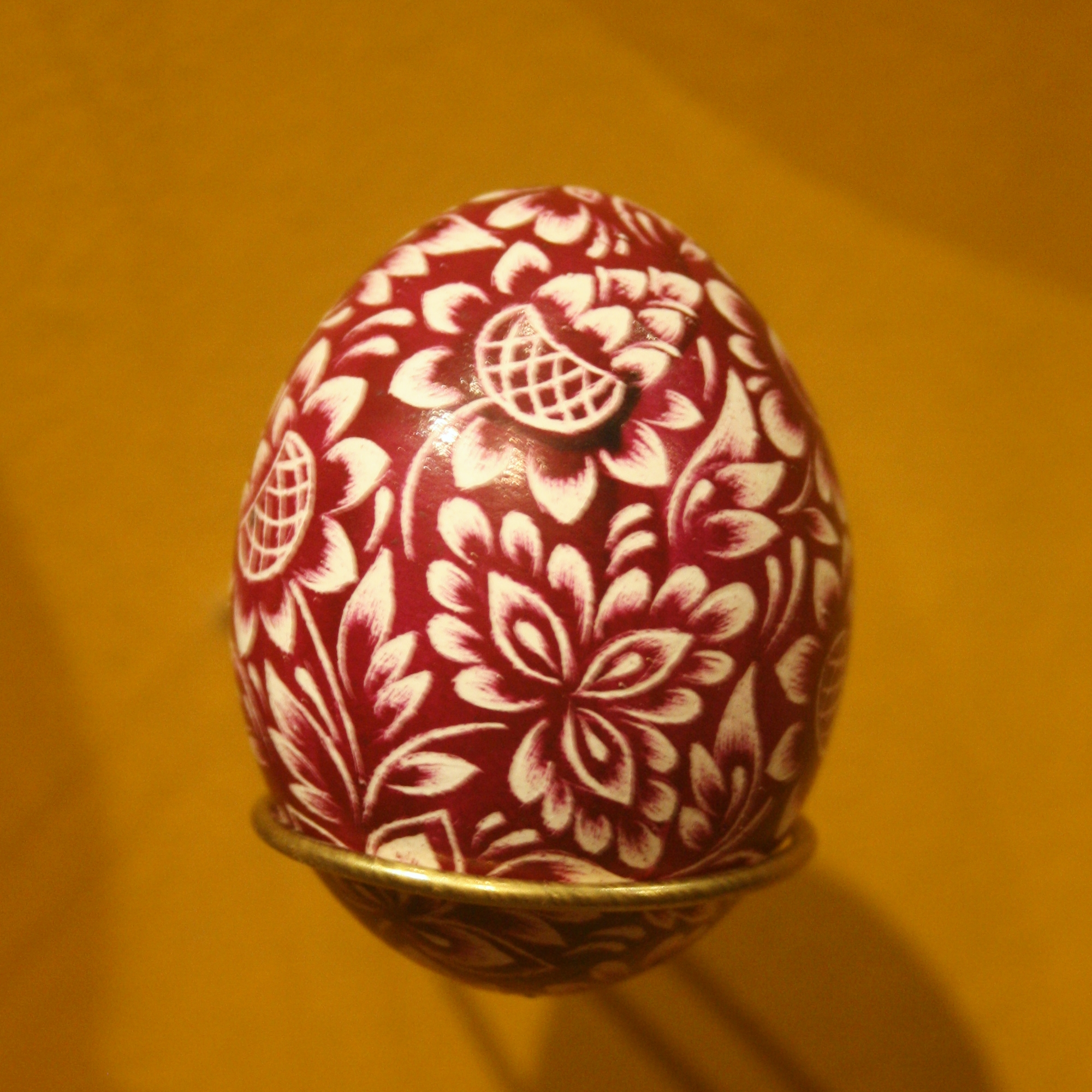
Mit Floralmotiven verziertes tschechisches Osterei.

Eierkratzen (manchmal auch Eierschnitzen genannt) ist ein slawischer Osterbrauch, bei dem mithilfe von Kratz- oder Ritztechnik Ostereier verziert werden. Bekannt ist das Eierkratzen bei den Kroaten in Zentralkroatien, Polen, Slowaken in der Zips, Tschechen in Böhmen und Sorben in der Lausitz, aber auch in Ungarn und in Siebenbürgen.
Im Burgenland, beispielsweise in Stinatz, wo es seit der Zeit nach dem Zweiten Weltkrieg von Burgenlandkroatinnen und deren Nachfahrinnen praktiziert wird, ist es vom Aussterben bedroht.
Außerdem ist es seit Mitte des 19. Jahrhunderts im Kanton Solothurn in der Schweiz verbreitet.

## Technik
Die Kratz- oder Ritztechnik gehört zu den aufwändigsten und filigransten Verzierungstechniken. In zuvor mit Stoff- oder Batikfarben oder durch Beizen gefärbte Eier mit besonders widerstandsfähiger und dicker Schale werden dabei mit scharfen, geschliffenen Gegenständen wie Nägeln, Messern (Solothurn), Feilen oder ähnlichem  entsprechende Ornamente in die Schale geritzt. Durch Variation in der Ritztiefe können dabei entsprechende Farbnuancen bis hin zum Weiß der Eischale erzeugt werden.